# Висхідні шляхи спинного мозку
Висхідні́ (центрипета́льні) шляхи́ спинно́го мо́зку — пучки Голля (тонкий) і Бурдаха (клиноподібний), котрі проводять збудження від пропріорецепторів м'язів, рецепторів сухожилків, тактильних рецепторів шкіри та частково від рецепторів внутрішніх органів; латеральний і вентральний спиноталамічні тракти — забезпечують температурну, тактильну чутливість і відчуття болю; дорзальний (Флексинга) і вентральний (Говерса) спиномозочкові тракти передають переважно пропріоцептивну інформацію до мозочка тощо.